# Petre Steinbach
Petre Steinbach (* 1. Januar 1906 in Temesvár, Österreich-Ungarn, heute Timișoara; † 1996 in Deutschland) war ein rumänischer Fußballspieler und -trainer aus der Volksgruppe der Banater Schwaben. Er bestritt 90 Spiele in der höchsten rumänischen Fußballliga, der Divizia A, und nahm an der Fußball-Weltmeisterschaft 1930 teil.

## Karriere als Spieler

### Verein
Steinbach begann mit dem Fußballspielen in seiner Heimatstadt bei RGM Timișoara. Im Jahr 1928 schloss er sich Colțea Brașov an, wo er im selben Jahr die rumänische Meisterschaft gewinnen konnte. Bereits nach einem Jahr zog er zu Unirea Tricolor Bukarest weiter. Steinbach blieb Unirea Tricolor zehn Jahre lang treu und wurde im Jahr 1934 Vizemeister. In der Saison 1937/38 kam er kaum noch zum Einsatz und konnte damit auch den Abstieg von Unirea Tricolor nicht verhindern. Trotzdem blieb er dem Verein treu, wechselte aber zum Lokalrivalen Olympia Bukarest, wo er im Jahr 1940 seine Karriere beendete.

## Nationalmannschaft
Steinbach absolvierte 18 Spiele für die rumänische Fußballnationalmannschaft, schoss dabei aber kein Tor. Sein Debüt gab er am 12. Oktober 1930 gegen Bulgarien. Zuvor war er bereits für die Fußball-Weltmeisterschaft 1930 in Uruguay nominiert worden, kam dort aber nicht zum Einsatz.

### Karriere als Trainer
Bereits während seiner aktiven Zeit war Steinbach Trainer seines Vereins Unirea Tricolor Bukarest.
Im Oktober 1940 übernahm er den amtierenden rumänischen Meister Venus Bukarest, kurz vor dem zweiten Wiederholungsspiel  -von insgesamt drei benötigten- des Pokalfinales der Saison 1939/40.
Nach dem Ende des Zweiten Weltkrieges verbrachte er einige Zeit in der Sowjetunion. Im Herbst 1946 kehrte er nach Rumänien zurück und übernahm den Trainerposten bei Carmen Bukarest. Zu Beginn der Saison 1947/48 übernahm er den amtierenden Meister ITA Arad, mit dem er nicht nur die Meisterschaft verteidigen, sondern auch den Pokalsieg 1948 erringen konnte. Nach Saisonende betreute er am 6. Juni 1948 gegen Ungarn für ein Spiel die rumänische Fußballnationalmannschaft. Dabei kassierte das Team mit 9:0 die höchste Niederlage aller Zeiten.
Im Sommer 1948 wurde Steinbach Trainer von CFR Bukarest (heute Rapid Bukarest). Mit seinem neuen Verein konnte er in den Spielzeiten 1948/49 (hinter ICO Oradea) und 1950 (hinter Flamura Roșie UT Arad) zweimal die Vizemeisterschaft erreichen.
Später war Steinbach Trainer von Farul Constanța, AS Armata Târgu Mureș, Ceahlăul Piatra Neamț und der rumänischen Jugend-Nationalmannschaft.

## Erfolge

### Als Spieler
- WM-Teilnehmer: 1930 (Ersatzspieler)
- Balkan-Cup-Sieger: 1929–1931
- Rumänischer Meister: 1927/28
- Rumänischer Vizemeister: 1933/34
- Rumänischer Pokalfinalist: 1935/36

### Als Trainer
- Rumänischer Meister: 1948
- Rumänischer Vizemeister: 1949, 1950
- Rumänischer Pokalsieger: 1948

## Sonstiges
Im Jahr 1960 wurde Steinbach nach der Rückkehr von einem Jugendturnier in Wien festgenommen und zu einer Gefängnisstrafe verurteilt. Im Jahr 1975 wanderte er nach Deutschland aus, wo er 1996 starb.